# Funkcja wolno zmieniająca się
Funkcja wolno zmieniająca się – funkcja będąca pewnym uogólnieniem funkcji zbieżnych w nieskończoności. Funkcje wolno zmieniające się są szczególnie ważne w rachunku prawdopodobieństwa.

## Definicja formalna
Funkcja {\displaystyle L\colon (0,\infty )\to (0,\infty )} jest wolno zmieniająca się (w nieskończoności), jeżeli dla dowolnego {\displaystyle a>0,}
{\displaystyle \lim _{x\to \infty }{\frac {L(ax)}{L(x)}}=1.}
Jeżeli ta granica jest skończona, ale niezerowa dla wszystkich {\displaystyle a>0,} wówczas {\displaystyle L} jest nazywana regularnie zmieniająca się funkcją. Definicja pochodzi od Jovana Karamaty.

## Przykłady
- Jeśli funkcja {\displaystyle L} jest zbieżna do dodatniej, skończonej granicy, {\displaystyle \lim _{x\to \infty }L(x)=b\in (0,\infty ),} to jest ona funkcją wolno zmieniającą się.
- Dla dowolnego {\displaystyle \beta \in \mathbb {R} ,} {\displaystyle L(x)=(\log x)^{\beta }} jest funkcją wolno zmieniającą się.
- Funkcja {\displaystyle L(x)=x} nie jest wolno zmieniająca się; nie jest taką też {\displaystyle L(x)=x^{\beta }} dla dowolnego rzeczywistego {\displaystyle \beta \neq 0.}

## Własności
Najważniejsze własności.
- Granica w definicji jest jednostajna, jeśli {\displaystyle a} jest ograniczone do odcinka skończonego.
- Każda regularnie zmieniająca się funkcja ma formę {\displaystyle x^{\beta }L(x)} gdzie {\displaystyle \beta \geqslant 0} i {\displaystyle L} i jest wolno zmieniającą się funkcją.
- Dla każdej wolno zmieniającej się funkcji {\displaystyle L,} istnieje {\displaystyle B>0} takie, że dla wszystkich {\displaystyle x\geqslant B} funkcja może być zapisana jako

{\displaystyle L(x)=\exp \left(\eta (x)+\int _{B}^{x}{\frac {\varepsilon (t)}{t}}\,dt\right),}
gdzie:
{\displaystyle \eta (x)} zbiega do skończonej liczby,
{\displaystyle \epsilon (x)} zbiega do zera, gdy {\displaystyle x} zmierza do nieskończoności.